# Karacakuyu, Ahırlı
Karacakuyu là một xã thuộc huyện Ahırlı, tỉnh Konya, Thổ Nhĩ Kỳ. Dân số thời điểm năm 2011 là 49 người.